# Лариновка (Черниговская область)
Ла́риновка (укр. Ларинівка) — село в Новгород-Северском районе Черниговской области Украины. Население — 375 человек. Занимает площадь 1,73 км². В селе расположен православный храм и памятник архитектуры местного значения Покровская церковь. Расположено на реке Малотечь.
Почтовый индекс: 16050. Телефонный код: +380 4658.

## Известные уроженцы села
- Шик Василий Никитович (р.3.03.1931), хозяйственный деятель. В 1969—1985 годах директор завода «Авангард» (г.Стерлитамак). Кандидат технических наук (1973). Автор 6 научных трудов и 28 изобретений. Кавалер орденов Октябрьской Революции (1981), двух — Трудового Красного Знамени (1971, 1976) и «Знак Почёта» (1965)[2].